# LOVBヒューストン
LOVBヒューストン（LOVB Houston）は、アメリカ合衆国テキサス州ローゼンバーグを本拠地とする女子バレーボールチームである。リーグ・ワン・バレーボール（LOVB）所属。

## 歴史
2021年、LOVBはアメリカ合衆国に女子のプロバレーボールリーグを創設すること発表した。2023年3月、LOVBに参戦する最初のチームとして、ヒューストンに本拠地を置くことが発表された。創設アスリートにはマイカ・ハンコックとジョーダン・トンプソンが所属することも発表された。
2025年1月9日、開幕戦となる試合がホームアリーナであるフォートベント・エピセンターで行われ、LOVBオースティンに3-2で逆転勝利し白星スタートを果たした。Week 6に行われたLOVB Classicではタイトルを獲得した。レギュラーラウンド16試合で10勝6敗と勝ち越し2位で通過したが、セミファイナルでLOVBオマハに2-3で敗れ、3位タイでシーズンを終えた。

## 選手・スタッフ(2025)
2025年05月31日現在

### 選手
| 背番号 | 名前                   | 生年月日(年齢)         | Pos | 身長 | 出身校                   | 国籍           |
| ------ | ---------------------- | ---------------------- | --- | ---- | ------------------------ | -------------- |
| 1      | グレース・フローリング | 2001年4月16日（24歳）  | OP  | 1.98 | サンディエゴ大学         | アメリカ合衆国 |
| 2      | カリン・パルグトバ     | 1993年2月12日（32歳）  | OH  | 1.88 | セント・ジョンズ大学     | スロバキア     |
| 3      | アンバー・イギディ     | 2001年1月8日（24歳）   | MB  | 1.91 | ハワイ大学               | アメリカ合衆国 |
| 4      | アナ・ポガニー         | 1994年7月21日（30歳）  | L   | 1.70 |                          | ドイツ         |
| 5      | ジェシカ・ムルジック   | 2002年6月15日（22歳）  | OH  | 1.85 | ペンシルベニア州立大学   | アメリカ合衆国 |
| 7      | ラファエラ・フォリエ   | 1991年3月7日（34歳）   | MB  | 1.86 |                          | イタリア       |
| 8      | クリスティナ・バウアー | 1988年1月1日（37歳）   | MB  | 1.96 |                          | フランス       |
| 9      | マディソン・リッシェル | 1993年4月20日（32歳）  | OH  | 1.83 | アリゾナ大学             | アメリカ合衆国 |
| 10     | カイサ・アランコ       | 1993年1月3日（32歳）   | S   | 1.74 |                          | フィンランド   |
| 11     | Anita Anwusi           | 2001年6月11日（23歳）  | MB  | 1.91 | ルイジアナ州立大学       | アメリカ合衆国 |
| 12     | マイカ・ハンコック     | 1992年11月10日（32歳） | S   | 1.80 | ペンシルベニア州立大学   | アメリカ合衆国 |
| 14     | ジュリア・ブラウン     | 1996年2月3日（29歳）   | OH  | 1.85 | ノースカロライナ州立大学 | アメリカ合衆国 |
| 17     | サラ・ローダ           | 1990年8月22日（34歳）  | OH  | 1.78 |                          | イタリア       |
| 18     | キー・アウベス         | 2000年1月8日（25歳）   | L   | 1.65 |                          | ブラジル       |
| 23     | ジョーダン・トンプソン | 1997年5月5日（28歳）   | OP  | 1.93 | シンシナティ大学         | アメリカ合衆国 |

### スタッフ
| 役職               | 名前                   |
| ------------------ | ---------------------- |
| ヘッドコーチ       | マッシモ・バルボリーニ |
| アシスタントコーチ | ポーラ・ワイショフ     |